# Уесуґі Норітада
Уесуґі Норітада (*上杉憲忠, 1433 — 15 січня 1454) — 20-й канто-канрей (головний радник канто-кубо — намісника регіону Канто) у 1447—1454 роках.

## Життєпис
Походив з роду Яманоуті, гілки впливового самурайського клану Уесуґі. Син Уесуґі Норідзане, канто-канрей. Народився у 1433 році. У 1439 році під час конфлікту Норідзане зі канто-кубо Асікаґа Мотіудзі разом з батьком і братами мусив тікати до Камакури. У 1446 року відправлено до двору сьогуна в Кіото. У 1447 року після відставки батька стає новим канто-канрей. Втім через молодий вік йому призначено як помічника Уесуґі Акіфусу з роду Оґіґаяцу-Уесуґі. До 1449 року, оскільки не було призначено нового канто-кубо Норітада та Акіфуса керували регіоном Канто. Це сприяло надзвичайному посиленню їх клану.
У 1449 році новим канто-кубо стає Асікаґа Сіґеудзі. Він був доволі молодим, тому Норіатда разом з родичем Акіфусою продовжили самостійне керування Канто. З початку 1450-х років, Сіґеудзі став виявляти невдоволення надмірною владою Уесуґі Норітада. Зрештою останнього було запрошено до резиденції канто-кубо в Камакурі, де підступно вбито (відомо як подія Кйотоку). Це спровокувало повстання васалів клану Уесуґі на чолі з Імаґава Норітадою, які завдали поразки Сіґеудзі, що втік до міста Коґа. Новим канто-канрей було призначено брата Норітади — Уесуґі Фуса'акі.